# Lara Lee
Lara Lee ist eine australische Fußballschiedsrichterin.
Seit 2019 steht sie auf der FIFA-Liste und leitet internationale Fußballpartien.
Bei der Asienmeisterschaft 2022 in Indien leitete Lee drei Spiele, darunter das Halbfinale zwischen China und Japan (2:2 n. V., 4:3 i. E.).
Zudem pfiff sie zwei Gruppenspiele bei der U-20-Weltmeisterschaft 2022 in Costa Rica und wurde als Videoschiedsrichterin für die U-17-Weltmeisterschaft 2022 in Indien nominiert.